# Tamara Pamyatnykh
Tamara Oustinovna Pamyatnykh (en russe : Тамара Устиновна Памятных) est une aviatrice soviétique, née le 30 décembre 1919 et morte le 26 juillet 2012 à Rostov-sur-le-Don (Russie). Elle fut pilote au sein du 586e régiment de chasse pendant la Seconde Guerre mondiale.

## Pendant la Guerre
En avril 1943, alors qu'elle effectuait avec Raïssa Sournatchevskaïa une mission en vue d'intercepter deux avions de reconnaissance ennemis, elles tombèrent nez à nez avec 42 bombardiers allemands. Elles contactèrent alors leur supérieur hiérarchique, qui leur ordonna d'attaquer. Elles forcèrent les bombardiers allemands à larguer leurs bombes avant d'atteindre leur cible et chacune d'entre elles descendit deux appareils ennemis. La cible des Allemands, une liaison ferroviaire où se concentraient des troupes soviétiques, resta intacte.
Alexandre Gridnev (ru), leur commandant, écrivit que des Britanniques témoins de cet acte le rapportèrent au roi d'Angleterre, qui leur envoya des montres en or, gravées. Mais l'Union soviétique ne les décora pas, alors qu'elles auraient mérité d'être honorées de l'étoile d'or d'Héroïne de l'Union soviétique pour cet acte.

## Après la guerre
Tamara Pamyatnykh avait épousé en 1944 un pilote de chasse et elle vola dans son régiment jusqu'à la fin de la guerre, son mari poursuivit sa carrière militaire tandis qu'elle devint contrôleuse aérienne pour se permettre de fonder une famille et suivre son mari.